# Supersport-VM 2018
Supersport-VM 2018 arrangeras av Internationella motorcykelförbundet. Världsmästerskapet avgörs över 12 deltävlingar. Säsongen inleddes den 25 februari i Australien och avslutades den 27 oktober i Qatar. Supersport körs vid samma tävlingshelger som Superbike utom i USA då Supersport inte deltar. Den tyske Yamahaföraren Sandro Cortese blev världsmästare 2018. Yamaha segrade också i konstruktörsmästerskapet.

## Tävlingskalender och heatsegrare
Jämfört med 2017 har deltävlingarna i El Villicum, Argentina och Brno, Tjeckien tillkommit och de i Jerez, Spanien och Lausitzring, Tyskland har tagits bort från tävlingskalendern som innehåller 12 deltävlingar.
| Datum | Bana           | Vinnare             | Märke  | VM-ledare          |
| ----- | -------------- | ------------------- | ------ | ------------------ |
| 25/2  | Phillip Island | Lucas Mahias        | Yamaha | Lucas Mahias       |
| 12/3  | Chang          | Randy Krummenacher  | Yamaha | Randy Krummenacher |
| 15/4  | Aragón         | Sandro Cortese      | Yamaha | Lucas Mahias       |
| 22/4  | Assen          | Jules Cluzel        | Yamaha | Lucas Mahias       |
| 13/5  | Imola          | Jules Cluzel        | Yamaha | Randy Krummenacher |
| 27/5  | Donington      | Sandro Cortese      | Yamaha | Sandro Cortese     |
| 10/6  | Brno           | Jules Cluzel        | Yamaha | Sandro Cortese     |
| 8/7   | Misano         | Federico Caricasulo | Yamaha | Sandro Cortese     |
| 16/9  | Algarve        | Federico Caricasulo | Yamaha | Sandro Cortese     |
| 30/9  | Magny-Cours    | Jules Cluzel        | Yamaha | Sandro Cortese     |
| 24/10 | El Villicum    | Jules Cluzel        | Yamaha | Sandro Cortese     |
| 27/10 | Losail         | Lucas Mahias        | Yamaha | Sandro Cortese     |

## Mästerskapsställning
Slutställning i förarmästerskapet efter 12 deltävlingar.
1. Sandro Cortese, 208 p.
2. Lucas Mahias, 185 p.
3. Jules Cluzel, 183 p.
4. Randy Krummenacher, 159 p.
5. Federico Caricasulo, 143 p.
6. Raffaele De Rosa, 133 p.
7. Thomas Gradinger, 86 p.
8. Kyle Smith, 72 p.
9. Luke Stapelford, 56 p.
10. Anthony West, 51 p.
11. Ayrton Badovini, 49 p.
12. Loris Cresson, 40 p.
13. Hikari Okubo, 39 p.
14. Niki Tuuli, 38 p.

## Deltagarlista
Ordinarie förare.
| Nr  | Förare                | Team                             | Motorcykel          |
| --- | --------------------- | -------------------------------- | ------------------- |
| 3   | Raffaele De Rosa      | MV Agusta Reparto Corse by Vamag | MV Agusta F3 675    |
| 10  | Nacho Calero          | Orelac Racing VerdNatura         | Kawasaki ZX-6R      |
| 11  | Sandro Cortese        | Kallio Racing                    | Yamaha YZF R6       |
| 13  | Anthony West          | EAB antwest Racing               | Kawasaki ZX-6R      |
| 16  | Jules Cluzel          | NRT                              | Yamaha YZF R6       |
| 21  | Randy Krummenacher    | BARDAHL Evan Bros.               | Yamaha YZF R6       |
| 35  | Stefan Hill           | Profile Racing                   | Triumph Daytona 675 |
| 36  | Thomas Gradinger      | NRT                              | Yamaha YZF R6       |
| 38  | Hannes Soomer         | Racedays                         | Honda CBR600RR      |
| 54  | Kenan Sofuoğlu        | Kawasaki Puccetti Racing         | Kawasaki ZX-6R      |
| 64  | Federico Caricasulo   | GRT Yamaha                       | Yamaha YZF R6       |
| 65  | Michael Canducci      | GoEleven Kawasaki                | Kawasaki ZX-6R      |
| 66  | Niki Tuuli            | CIA Landlord Insurance Honda     | Honda CBR600RR      |
| 74  | Jaimie van Sikkelerus | GEMAR Team Lorini                | Honda CBR600RR      |
| 78  | Hikari Ōkubo          | Kawasaki Puccetti Racing         | Kawasaki ZX-6R      |
| 81  | Luke Stapleford       | Profile Racing                   | Triumph Daytona 675 |
| 83  | Lachlan Epis          | GoEleven Kawasaki                | Kawasaki ZX-6R      |
| 84  | Loris Cresson         | Kallio Racing                    | Yamaha YZF R6       |
| 86  | Ayrton Badovini       | MV Agusta Reparto Corse by Vamag | MV Agusta F3 675    |
| 94  | Mike Di Meglio        | GMT94 Yamaha                     | Yamaha YZF R6       |
| 96  | Andrew Irwin          | CIA Landlord Insurance Honda     | Honda CBR600RR      |
| 98  | Héctor Barberá        | Kawasaki Puccetti Racing         | Kawasaki ZX-6R      |
| 111 | Kyle Smith            | GEMAR Team Lorini                | Honda CBR600RR      |
| 144 | Lucas Mahias          | GRT Yamaha                       | Yamaha YZF R6       |